# Der blaue Strohhut
Der blaue Strohhut ist eine deutsche Filmkomödie aus dem Jahre 1949 von Viktor Tourjansky, dessen erste deutsche Nachkriegsinszenierung dies wurde. Die Hauptrollen spielen Margot Hielscher und Karl Schönböck. Der Geschichte liegt das gleichnamige Theaterstück von Friedrich Michael zugrunde.

## Handlung
Deutschland zur Jahrhundertwende. Einst war die Operettensängerin Isabella eine gefeierte Diva der Bühne, umschwärmt und verehrt. Heute ist sie, wie man so sagt, wohlanständig verheiratet, mit einem Mann namens Cäsar von Waldau, der einem „seriösen“ Umfeld entstammt. Seinetwegen hat sie der Bühnenwelt entsagt, doch nun meldet sich ihr alter Bühnenpartner Paul wieder bei ihr und möchte Isabella dazu überreden, mit ihm auf die Bretter zurückzukehren, denn eine neue Operette soll aufgeführt werden. Isabellas neueste Erwerbung ist ein modisch-schicker blauer Strohhut, den sie in einem entsprechenden Geschäft bei der Hutverkäuferin Lola erstanden hat. Lola hat, sehr zum Missvergnügen ihres Chefs, Herrn Ciapollini, die Angewohnheit, die Hüte, die sie verkaufen soll, zunächst erst einmal selbst zu tragen, ehe sie an die Kundschaft veräußert werden. Jene Lola verfügt über eine ansehnliche Stimme und will die Gunst der Stunde nutzen und Isabella dazu instrumentalisieren, ihr den Karriereweg zu ebnen. Isabella soll es Lola ermöglichen, dass diese den berühmten Operettenkomponisten Paul Lincke kennenlernt und ihm vorsingen kann. Während Lola ihren Wunsch, den Durchbruch als Chanteuse zu erreichen, vorantreibt, hat die Gattin des Herrn Kammersänger ein ganz anderes Ziel. Sie ist Isabella böse, weil sie glaubt, dass diese ihr den feschen blauen Strohhut vor der Nase weggeschnappt hat. Um Isabella eins auszuwischen, verleumdet die Neiderin kurzerhand die Operettendiva im Ruhestand.
Hutverkäuferin Lola steht der Diva von einst bei, erhofft sie doch durch diesen Freundschaftsdienst Unterstützung bei ihrem Wunsch, Herrn Lincke kennen zu lernen. Sänger Paul wiederum erhofft sich, Isabella zur Rückkehr auf die Bühnenbretter bewegen zu können, und trifft sich daher im privaten Ambiente mit Isabella. Dies bekommt Gatte Cäsar jedoch mit. Dass Isabella sich offensichtlich mit der Absicht trägt, zur Bühne zurückzukehren, macht ihn alles andere als glücklich. Nun ist Cäsar auch noch fest davon überzeugt ist, dass mehr als nur der Wille nach beruflicher Partnerschaft in Pauls Absichten gegenüber seiner Gattin stecken dürfte. Beide müssen eine Affäre haben! Cäsar hat nämlich eine Dame mit blauem Strohhut beobachtet, die sich privat mit Paul traf. Cäsars und Isabellas Ehe scheint existenziell gefährdet. Isabella, die tatsächlich an diesem Tag das modische Accessoire auf dem Kopf getragen hatte, muss nun dafür sorgen, dass beim nächsten Mal Lola das titelgebende Kleidungsstück trägt, um Gatte Cäsar zu beruhigen. Sie bringt die Verkäuferin mit dem Hut auf dem Kopf und Paul zusammen und sieht zu, dass Cäsar Zeuge wird. Lola glaubt, dass es sich bei jenem ihr vorgestellten Paul um Herrn Lincke handeln müsse. Cäsar lässt sich jedoch nicht so leicht aufs Glatteis führen; er verlangt, Lola mit blauem Strohhut um 7 Uhr im Kur-Café kennenzulernen, sonst würde er Paul zum Duell herausfordern. Sein Wunsch wird aber unmöglich sein, denn Lola hat inzwischen den blauen Strohhut an Mathilde, einer Dame aus der Halbwelt, weiterveräußert. Doch, oh Wunder: Punkt 7 Uhr taucht die neue Besitzerin, Mathilde, mit ihrer neuen Kopfbedeckung im Kur-Café auf. Cäsar ist beruhigt, denn Isabella hat sich als treue Gattin erwiesen, und statt ihrer wird nun die kleine Hutverkäuferin Lola Sängerin und zugleich der Star der neuen Operette. Und sie bekommt ihren Paul …auch wenn dieser nicht Lincke mit Nachnamen heißt.

## Produktionsnotizen
Die Dreharbeiten fanden Mitte 1949 in den Studios von München-Geiselgasteig sowie im Schlosspark Nymphenburg (München) statt. Die Uraufführung erfolgte am 22. Dezember 1949 in Berlin (West).
Produzent Georg Witt übernahm auch die Produktionsleitung. Max Mellin und Max Seefelder zeichneten für die Filmbauten verantwortlich, Ursula Maes entwarf die umfangreichen Kostüme der Belle Epoque. Filmeditor Werner Jacobs wirkte auch als Tourjanskys Regieassistent.

## Kritik
Im Lexikon des Internationalen Films heißt es: „Verwirrungskomödie in mondänen Künstlerkreisen um 1900 – ein grob gestricktes Plagiat von Eugène Labiches Bühnenfarce ‚Der Florentiner Hut‘.“